# Limahl
Christopher Hamill (Wigan, Lancashire, 19 de diciembre de 1958), conocido como Limahl (un anagrama de «Hamill»), es un cantante de pop británico. Fue el vocalista del grupo pop Kajagoogoo a partir de 1981, antes de embarcarse en una carrera en solitario, obteniendo el éxito musical de 1984 titulado «The NeverEnding Story», tema principal de la película del mismo nombre.

## Primeros años
Christopher Hamill nació el 19 de diciembre de 1958 en Pemberton, Wigan, Lancashire, en la Región del Noroeste de Inglaterra, siendo hijo de  Eric y Cynthia Hamill. Tiene una hermana y dos hermanos. Todos, los cuatro niños, ya habían nacido cuando su madre tenía 22 años. Hamill asistió a la escuela Mesnes High School, Wigan, Greater Mánchester, Orrell, 
antes de inscribirse en la compañía de repertorio Palace Theatre ubicada en Westcliff-on-Sea.

## Carrera
Con aspiraciones de ser actor, Chris Hamill viajó con la compañía en una producción de Joseph and the Amazing Technicolor Dreamcoat. En 1980, se le dio un pequeño papel actoral en un episodio de la serie policíaca de la cadena televisiva ITV The Gentle Touch. En 1981, también apareció como extra en el vídeo promocional de Adam & the Ants para su sencillo número uno en el Reino Unido «Stand and Deliver».
Al tener un gran interés en la música, forma una banda punk de corta duración llamada «Vox Deus». Luego se unió y dejó una banda llamada «Crossword». Más tarde respondió un anuncio en la prensa musical para unirse a una banda que se llamaría Brooks, con Mike Nolan. Adoptó su nombre artístico (un anagrama de su apellido) en el momento en que fue reclutado por los miembros existentes de «Kajagoogoo», quienes entonces también se presentaban bajo el nombre «Art Nouveau».
Los cuatro miembros de Art Nouveau, cuando la banda que aún no se había convertido en Kajagoogoo, habían colocado un anuncio en la revista de música Melody Maker, pidiendo un «líder que pudiera cantar y verse bien». Hamill asistió a la audición y posteriormente se unió a la banda que luego, después de algunas deliberaciones, cambió su nombre a Kajagoogoo. Poco después de haberse unido, Limahl conoció a Nick Rhodes, tecladista del grupo Duran Duran, mientras Limahl trabajaba como mesero en el Embassy Club de Londres. Rhodes acordó coproducir el primer sencillo de la banda, «Too Shy».
Más tarde, Limahl dijo: 

«Conocí a Nick Rhodes y me cambió la vida.»

 Kajagoogoo firmó un contrato con EMI, debido en parte a la participación de Rhodes en la banda, y el sencillo «Too Shy» fue lanzado en enero de 1983. Llegó al número 1 en la lista UK Singles Chart y llegó al top 5 en la lista Billboard Hot 100, de Estados Unidos.
El grupo tendría más éxitos, con "Ooh to Be Ah" (número 7 en el Reino Unido) y «Hang on Now» (número 13 en el Reino Unido), con su álbum debut White Feathers alcanzando el número 5 en el Reino Unido. Su primera gira importante en el Reino Unido contó con la asistencia de 60,000 personas, y el show final en el Hammersmith Odeon en Londres fue grabado y lanzado en vídeo casero y Laserdisc con el nombre de White Feathers Tour, contando con 16 pistas.
A mediados de 1983, poco después del final de la gira de conciertos de White Feathers, la banda lo despidió por teléfono. Limahl fue citado en la prensa diciendo: «¡He sido traicionado!», y «Fui despedido por hacerlos un éxito».
Más tarde, Limahl dijo sobre su despido: 

«Estaba totalmente incrédulo, pero la emoción abrumadora fue la ira, principalmente hacia el mánager, pero luego, mientras reflexionaba sobre la «traición», estaba especialmente enojado con mis cuatro colegas profesionales, a quienes había visto no solo como amigos, sino casi como familia».

 La banda misma declaró que Limahl se había vuelto difícil para trabajar ya que no compartían su visión del futuro de la banda. Poco después de la partida de Limahl, el bajista Nick Beggs comentó: 

«Fue una decisión comercial y no la tomamos a la ligera. Quería que la banda tomara una dirección diferente al resto de nosotros. Eventualmente, nos dimos cuenta de que estábamos en un planeta diferente al de Limahl».

 Beggs también declaró que la banda no albergaba mala voluntad hacia Limahl, y culpó a la prensa por sensacionalizar el asunto. El guitarrista Steve Askew comentó: 

Al principio ... hicimos todo lo posible para hacer que Limahl se sintiera como parte de la banda pero, ya sabes, su estilo de vida es muy diferente al nuestro. Somos personas normales mientras que a Limahl le gustan las luces brillantes».

## Vida personal
Aunque es algo de lo que rara vez ha hablado públicamente y que en su mayor parte mantiene en privado, Hamill es abiertamente gay.

## Discografía en solitario

### Álbumes
- 1984: Don't Suppose (EMI) (UK n.º 63)
- 1986: Colour All My Days (EMI)
- 1992: Love Is Blind (Bellaphon/Jimco) [Germany/Japan only – Japanese version also includes 2 bonus dub versions]

### Sencillos
- 1983: "Only for Love" (UK n.º 16, U.S. n.º 51, GER n.º 8, Switzerland n.º 5)
- 1984: "Too Much Trouble" (UK n.º 64, GER n.º 26)
- 1984: "The NeverEnding Story" (UK n.º 4, US n.º 17, GER, ITA, Austria n.º 2, Sweden n.º 1, Norway n.º 1, Switzerland n.º 3)
- 1984: "The NeverEnding Story (L'histoire sans fin)" (FRA n.º 7[French version – France only]
- 1985: "Tar Beach (7" Remix)" (GER n.º 30) [Germany only]
- 1986: "Love in Your Eyes" (UK n.º 80, GER n.º 28, ITA n.º 22, Switzerland n.º 26)
- 1986: "Inside to Outside" (GER n.º 57)
- 1986: "Colour All My Days" [Spain only]
- 1986: "No lo pienses más" [Spanish version of "Colour All My Days" – Spain only]
- 1986: "Don't Send For Me"
- 1992: "Stop (7" Version)" [released as 'Bassline featuring Limahl' – Germany/Japan only]
- 1992: "Maybe This Time" [released as 'Bassline featuring Limahl' – Germany/Japan only]
- 1992: "Too Shy '92" [Germany/Japan only]
- 1992: "Love Is Blind" [Germany/Japan only]
- 1996: "Walking in Rhythm" [cover version of the 1970s hit by The Blackbyrds – released as 'Shy Guy featuring Limahl']
- 2002: "Love That Lasts"/"Lost in Love" (Limahl/Tina Charles double A-side single) [released as 'Discobrothers Presenting Stars of the Eighties featuring Limahl & Tina Charles' – Germany only]
- 2006: "Tell Me Why" (GER n.º 96) [Germany only]
- 2012: "1983"
- 2012: "London For Christmas"[13]

### Otros sencillos/remixes
- 1980: "It's Christmas" [released as Chris Hamill]
- 1980: "Angel" [released as Chris Hamill]
- 1999: "Then Suddenly (Almighty Remix)" [from the 12-track sampler 12" of Pleasure – The Ultimate Dance Party featuring various artists]
- 2004: "Survivor" [released collectively as Comeback United, and performed along with the other contestants from the German reality show Comeback – Germany only]
- 2004: "The Never Ending Story"/"Can You Feel the Love Tonight" [from the double CD Best of Comeback United[14] – Germany only]
- 2004: "Don't Go Breaking My Heart" [released as a duet by Limahl & Dynelle from CD2 of the double greatest hits Best of Comeback United – Germany only]
- 2006: "Too Shy (Club Mix – Extended Version)"/"Too Shy (Club Mix – Remix)" [released as Limahl vs. Julien Créance – France only]

### Otras bandas sonoras
- 2001: "A View to a Kill"/"The NeverEnding Story"/"Pinball Wizard"/"Can You Feel the Love Tonight" [solo tracks performed by Limahl from the compilation entitled What a Feeling II – The Rock'n'Pop Musicals in Concert[15] from the musical of the same name]
- 2001: "Dancing Queen"/"Mamma Mia" [tracks performed as duets by Limahl and Melanie Marcus from the What a Feeling II – The Rock'n'Pop Musicals in Concert soundtrack album from the musical of the same name]
- 2001: "Seasons of Love"/"Fame" [tracks performed collectively by Limahl, Melanie Marcus, Gwen Dickey and Dylan Turner from the What a Feeling II – The Rock'n'Pop Musicals in Concert soundtrack album from the musical of the same name]

### Recopilaciones
- 1996: The Best of Limahl (Disky Communications Europe) *
- 2002: Never Ending Story (Disky Communications Europe) **
- 2003: Best of Limahl (Silver Star) *
  -  * Collection featuring eight selected tracks each from Don't Suppose and Colour All My Days.
  -  ** Reduced version of the 1996 / 2003 compilations, featuring five songs from Don't Suppose and seven from Colour All My Days.

- 1999: Limahl (Laser Light Digital)
- 2003: All the Hits plus More
- 2006: Never Ending Story (ZYX)
- 2008: Greatest Hits Reloaded (ZYX)
  - Compilation of re-recorded solo and Kajagoogoo tracks, notable for the inclusion of Kajagoogoo and Kaja songs not originally sung by Limahl. Limahl later regretted their inclusion. Two new tracks ("Rhythm of Love" and "Lost in Love") were also featured. The 2006 version – Never Ending Story, also included "Tell Me Why".